# Rue Visconti
La rue Visconti est une rue située dans le quartier Saint-Germain-des-Prés du 6e arrondissement de Paris.

## Situation et accès
Elle relie la rue Bonaparte à la rue de Seine, avec la rue des Beaux-Arts au nord et la rue Jacob au sud. C'est la plus longue des rues étroites de Paris. La modification de cette rue a été envisagée par plusieurs projets urbains.

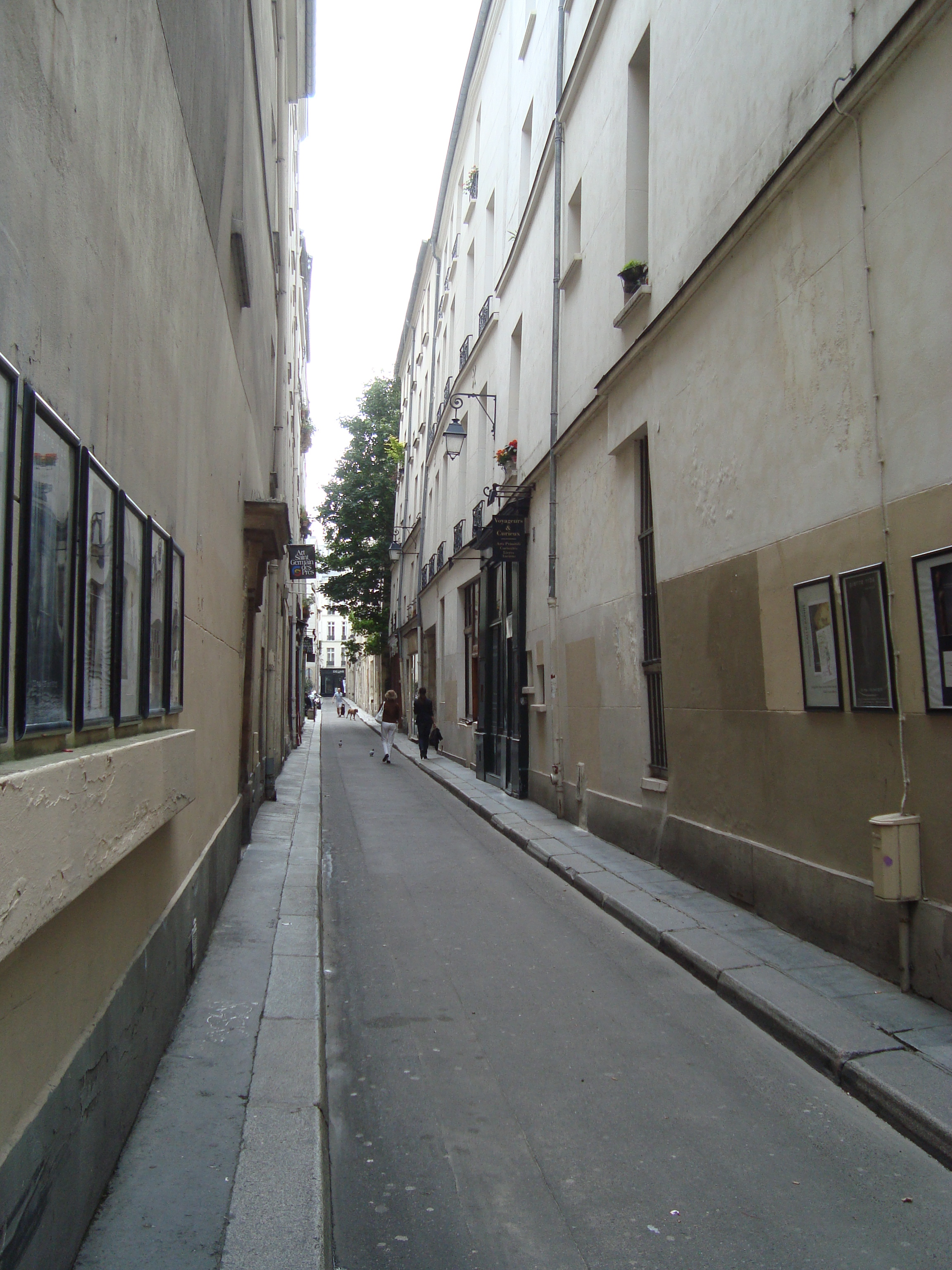
Vue de la rue depuis la rue de Seine.
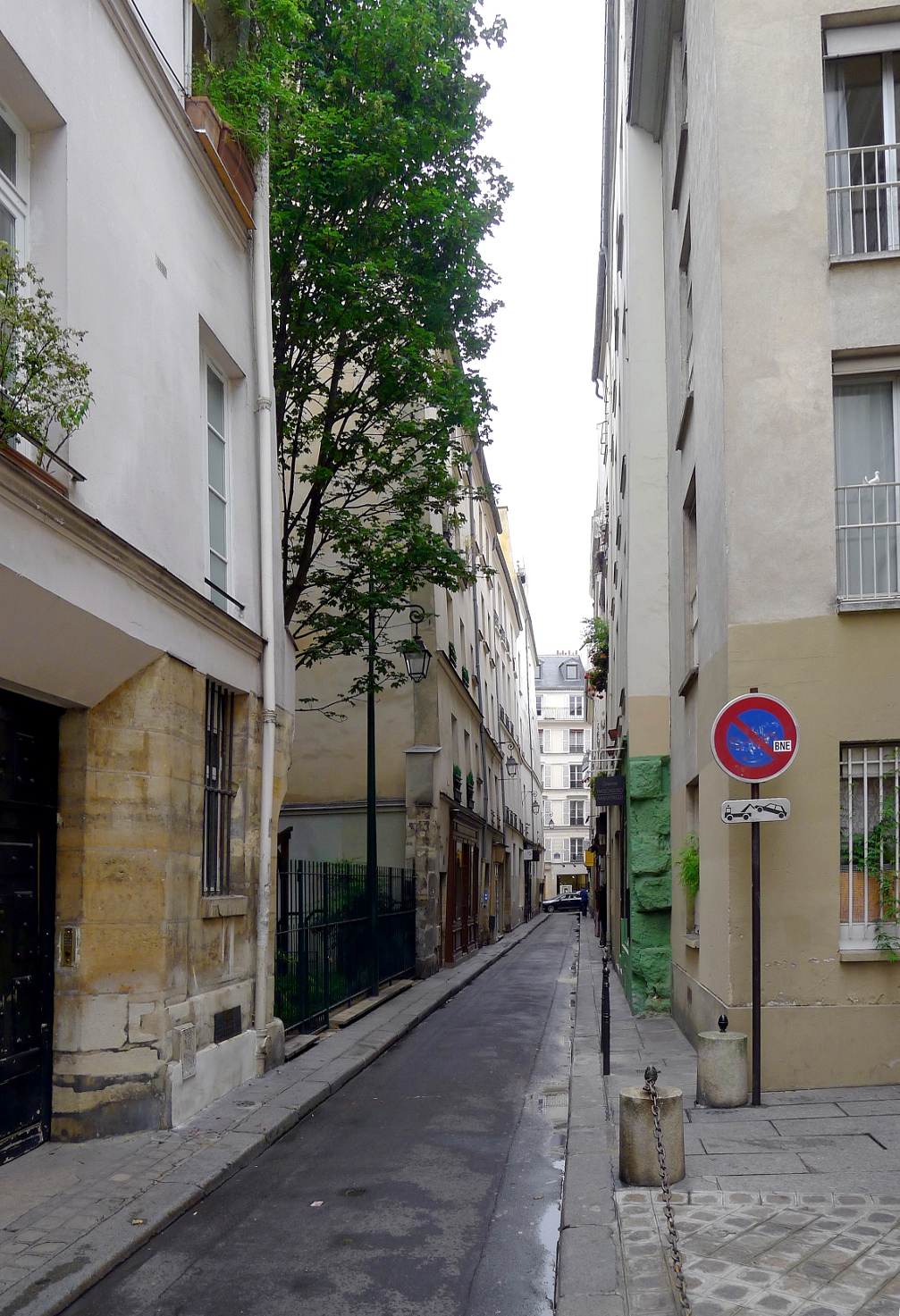
Rue vue en direction de la rue de Seine, avec le jardin Alice-Saunier-Seïté à gauche.

Le quartier est desservi par la ligne 4 à la station Saint-Germain-des-Prés.

## Origine du nom

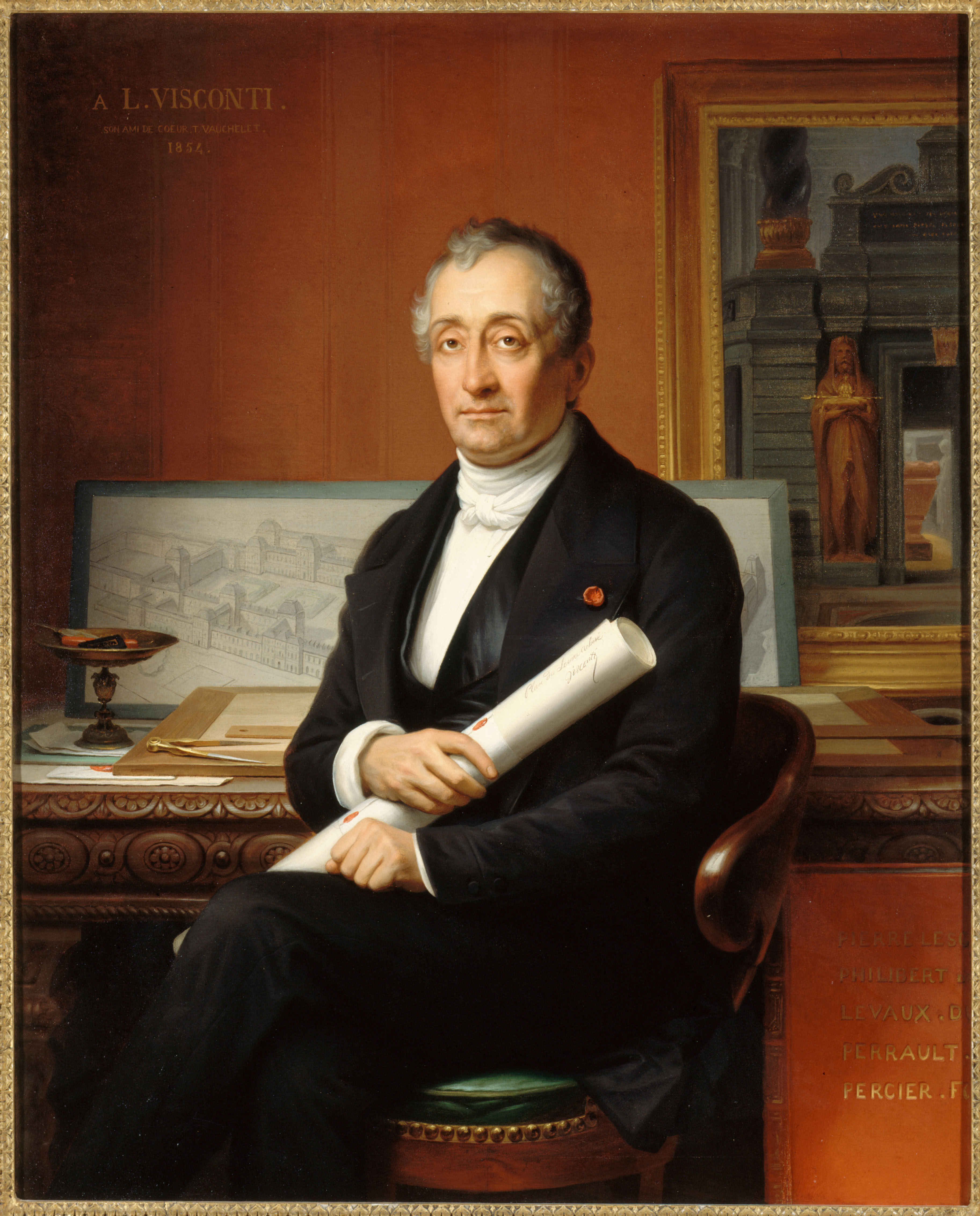
Louis Visconti.

Cette voie porte depuis 1864 le nom de l'architecte français d'origine italienne Louis Visconti (1791-1853).

## Historique
Elle a été ouverte en 1540 sous le nom de « rue Marais-Saint-Germain » à travers le petit Pré-aux-Clercs et fut pendant le XVIe siècle le refuge des protestants, dont Bernard Palissy. Ils y étaient si nombreux qu'elle fut surnommée « la petite Genève », expression reprise par Agrippa d'Aubigné. Le refuge était assez sûr pour que les habitants de la rue soient épargnés lors du massacre de la Saint-Barthélemy (1572). 
Elle est citée sous le nom de « rue des Marestz » dans un manuscrit de 1636

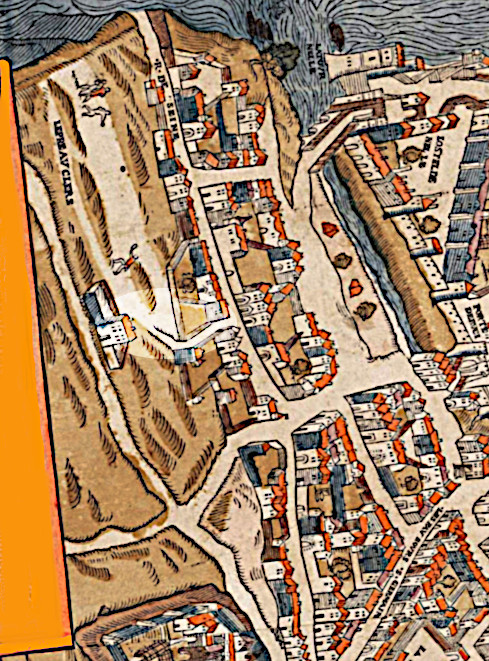
Emplacement de la future rue Visconti (pastille claire) sur le plan de Belleforest de 1575. La rue est tracée sur "LEPRE AV CLERS" ("le pré aux clercs"), zone alors consacrée à des activités ludiques comme on peut le voir sur ce plan.
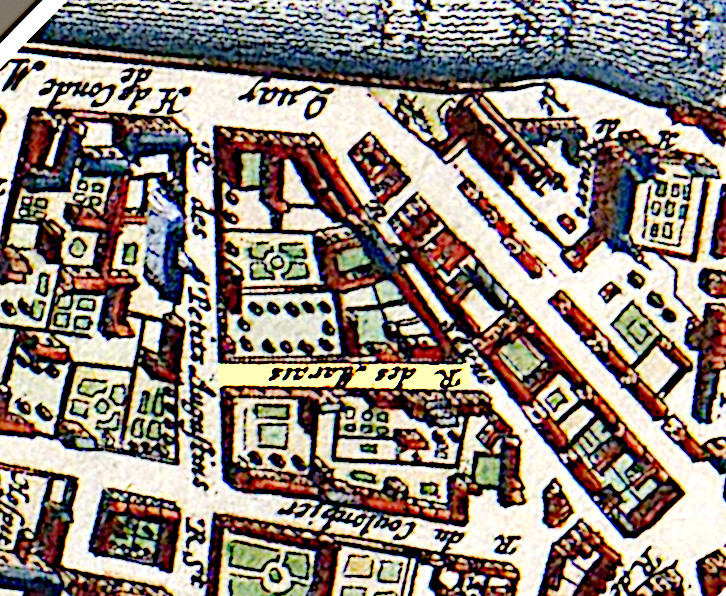
La rue, alors appelée « rue des Marais » (en jaune), sur le plan de Janssonius de 1657.
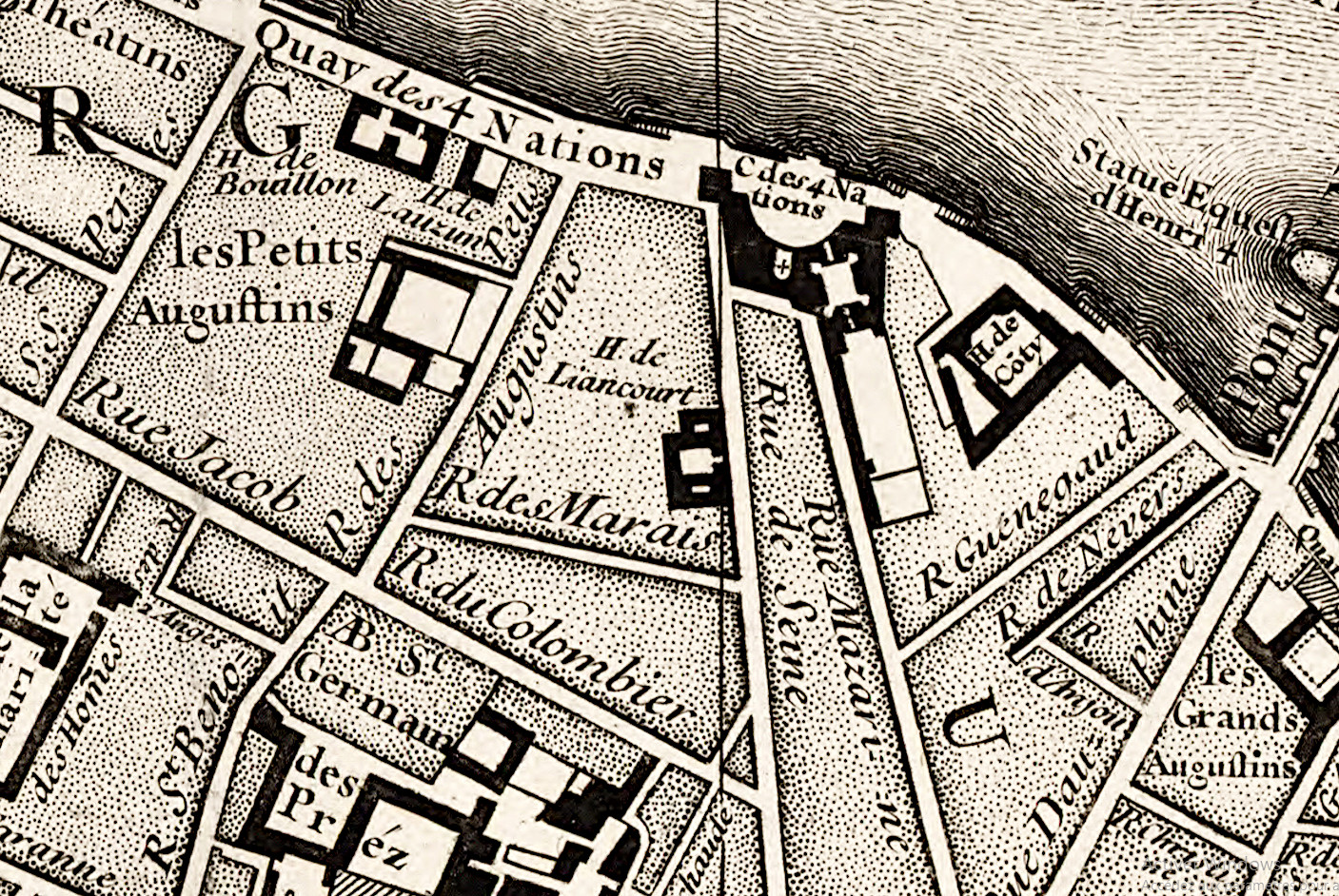
La rue, alors appelée « rue des Marais », entre la rue des Augustins et la rue de Seine, sur le plan de Roussel de 1730.

Les maisons sont en majorité du XVIIe siècle ; beaucoup d'entre elles ont conservé de beaux portails sculptés et de belles cours. Un des immeubles les plus remarquables aujourd'hui est l'hôtel de Ranes, construit en 1660, au no 21.
Elle a été renommée le 24 août 1864 en l'honneur de Louis Visconti, architecte de l'empereur Napoléon III et auteur du tombeau de Napoléon Ier.
La rue avait été déclarée insalubre vers 1940.

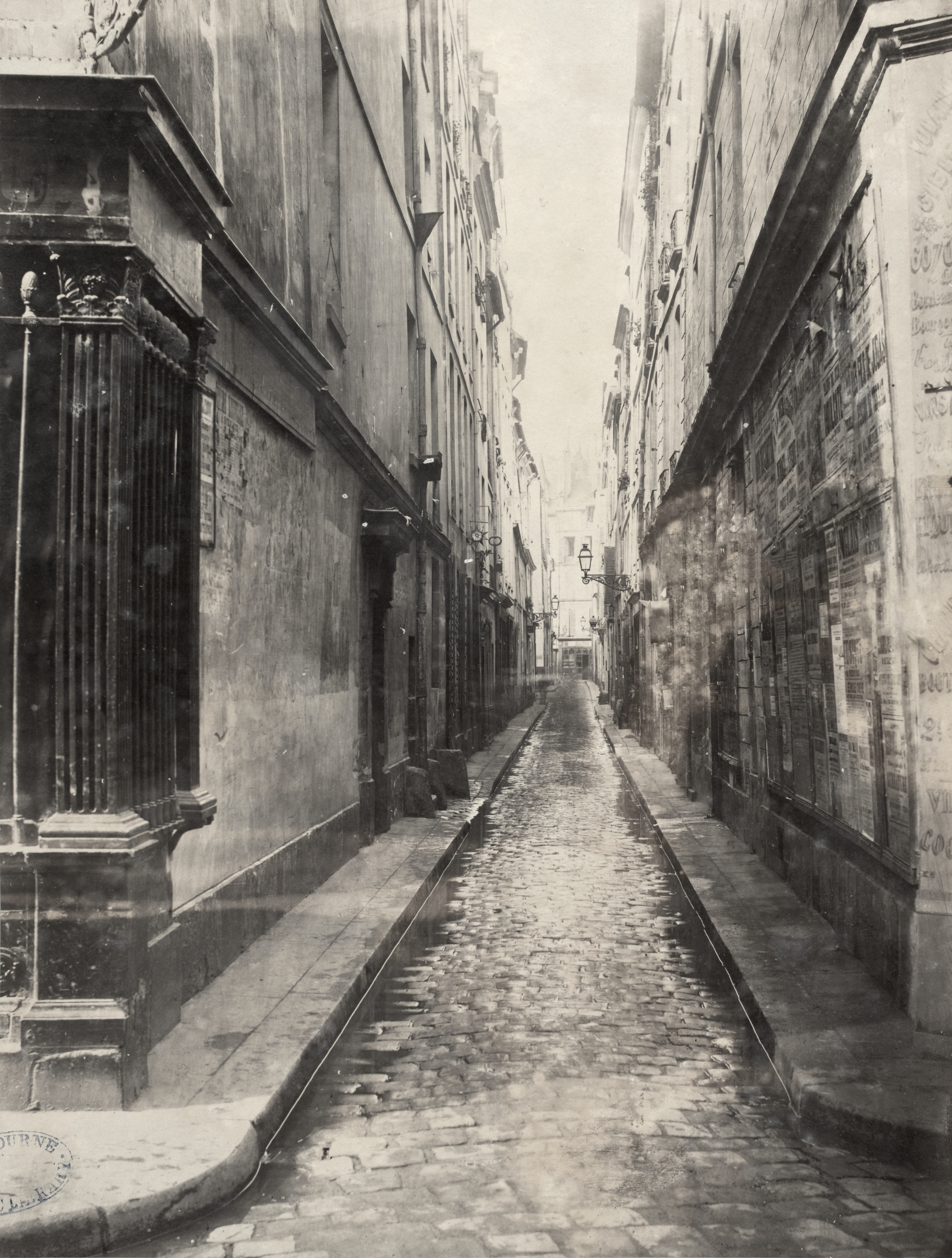
La rue Visconti vers 1853-1870, photographie de Charles Marville.
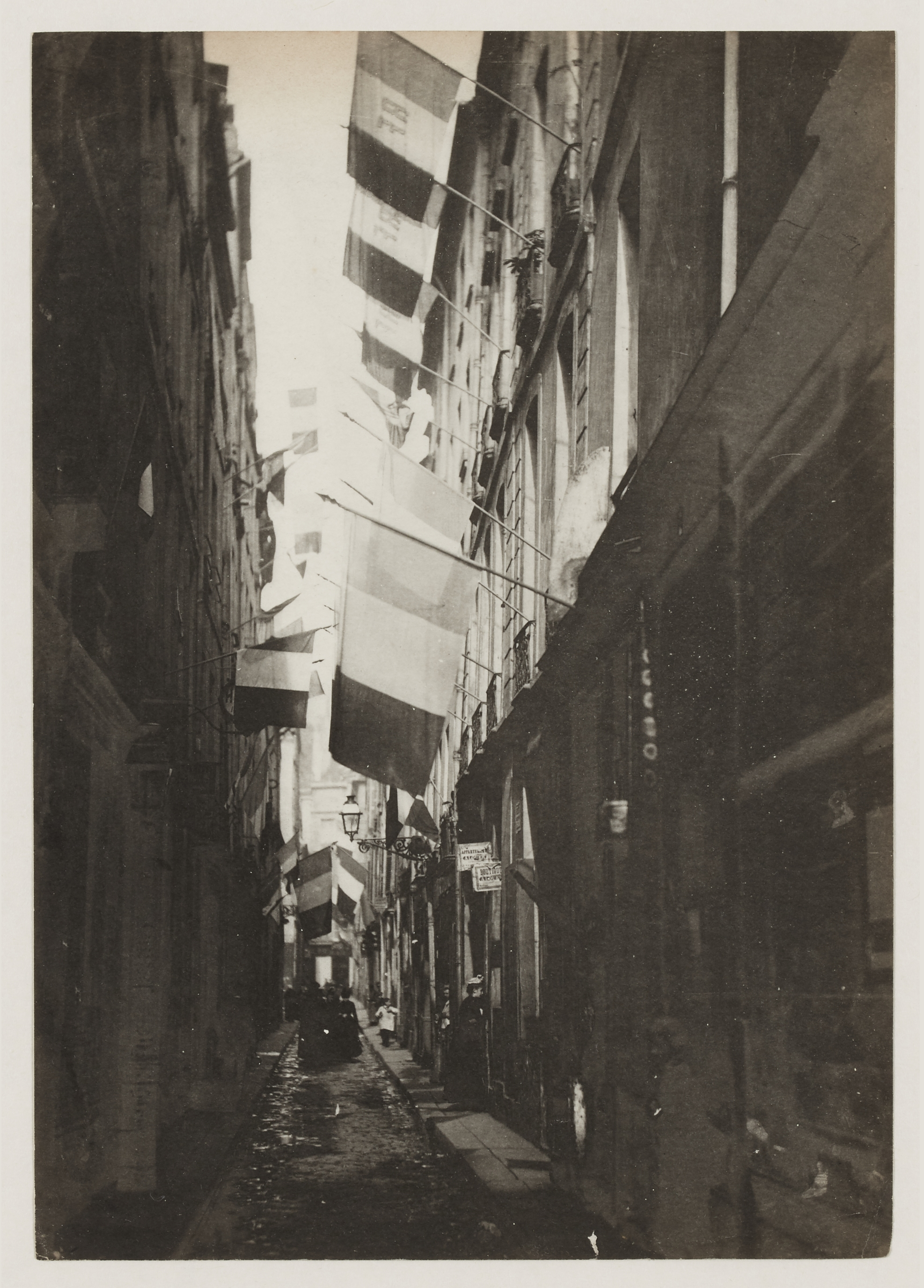
La rue parée de drapeaux  tricolores le 14 juillet 1887, photographie d'Hippolyte Blancard.
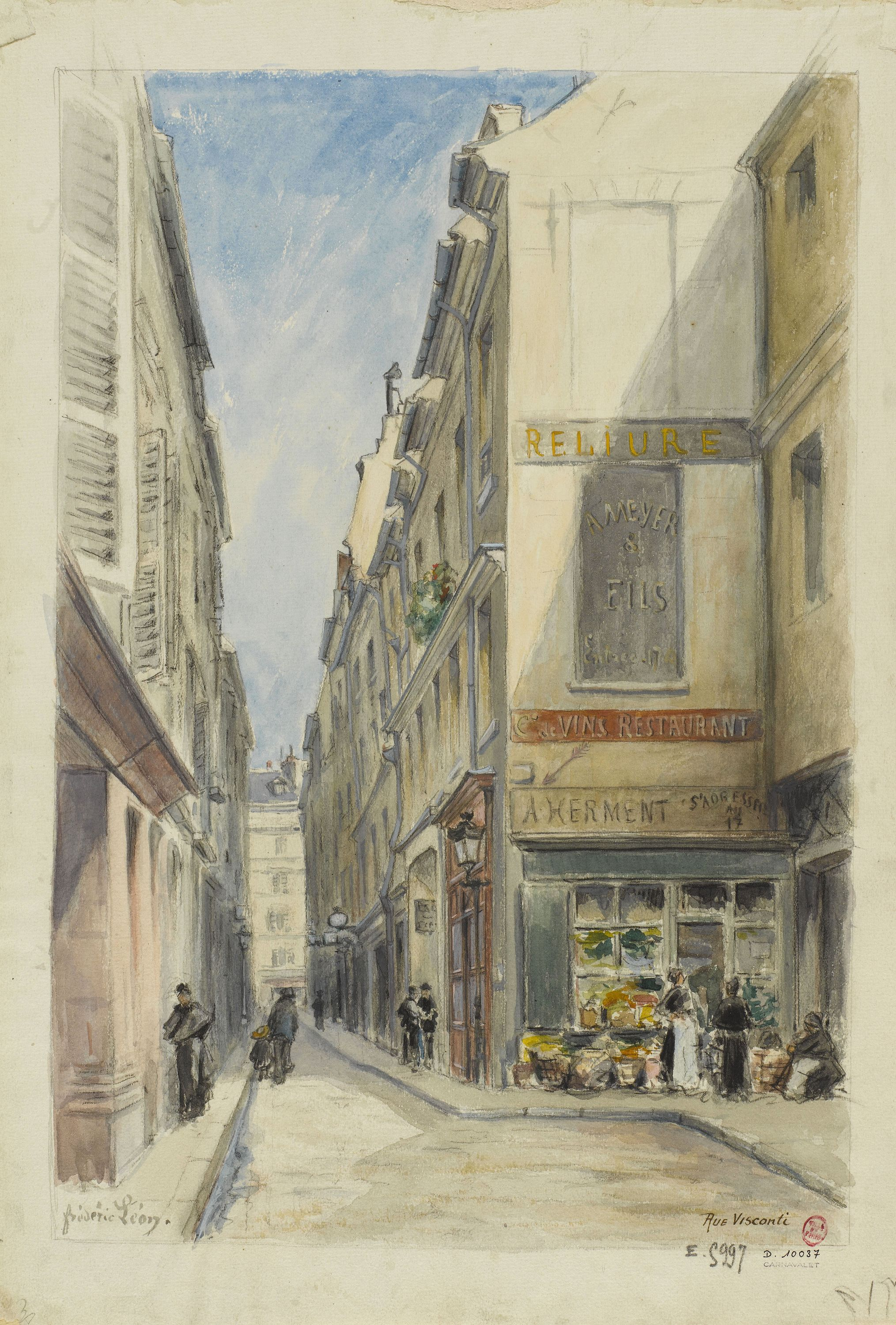
La rue vers 1900, Frédéric Léon.

## Bâtiments remarquables et lieux de mémoire

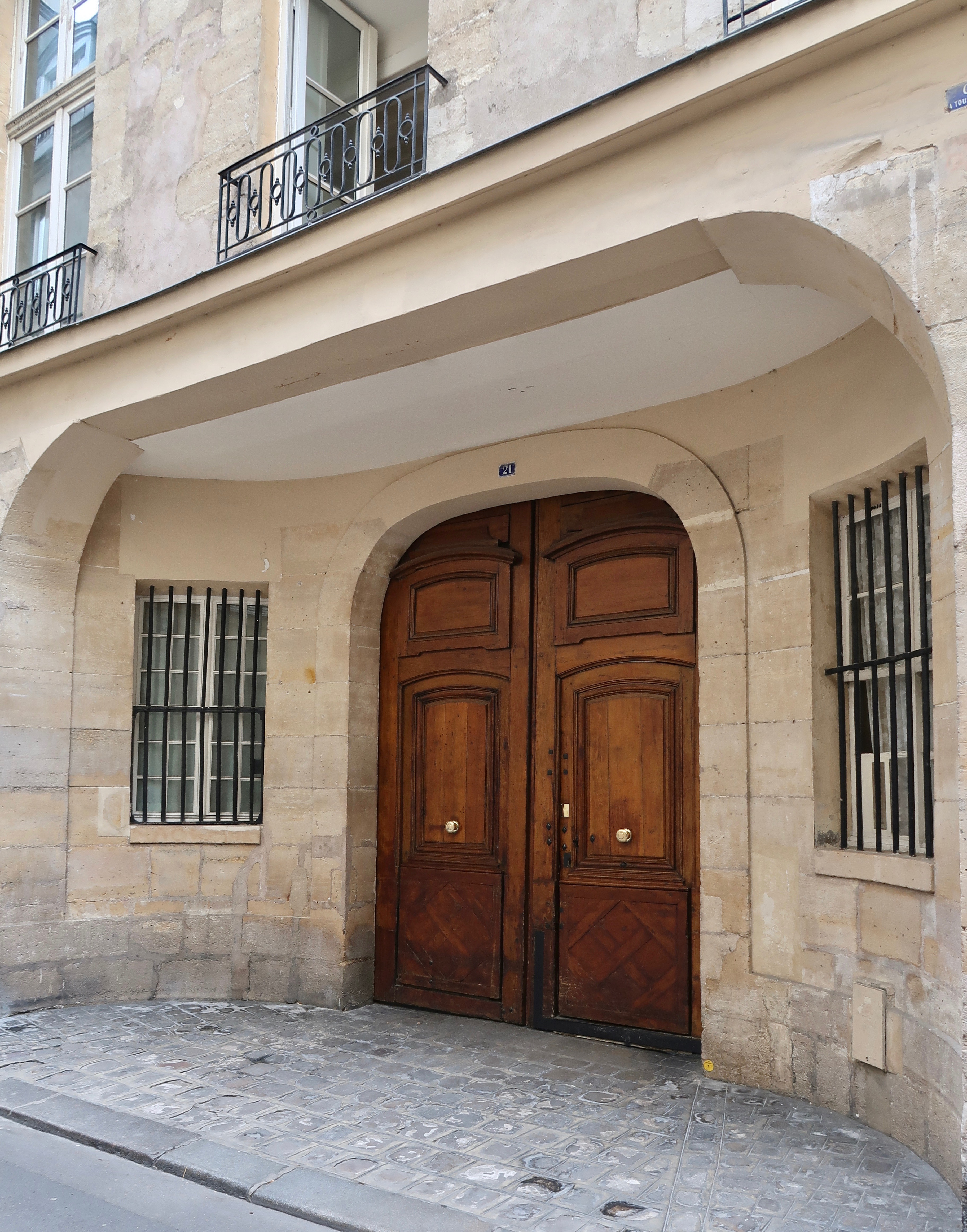
No 21.

- No 5 : logement d'Alice Saunier-Seïté[5], membre de l'Institut de France, ancienne ministre, géographe, ancienne adjointe au maire du 6e arrondissement. Galerie René Drouin de 1954 à 1962.
- Au no 11 : le poète Serge Venturini y vécut de 1974 à 1979, au rez-de-chaussée, au fond de la cour[6]
- Entre les nos 8 et 12 : le jardin Alice-Saunier-Seïté, avec 80 m2, est le plus petit espace vert parisien[7].
- No 13 : en 1830, ce numéro appartenant alors à l'ancienne « rue des Marais » [..] « du faubourg Saint-Germain » était attribué à la maison qu'occupait le lithographe et imprimeur Charles Motte, beau-père d'Achille Devéria[8].
- No 14 : logement de l'artiste peintre Louis Joseph César Ducornet (1806-1856) de 1845 à 1856[9]. Né sans bras, il se servait de ses pieds pour peindre. Également né sans fémurs, il n'avait que quatre orteils par pied et était atteint de phocomélie.
- No 16 : Adrienne Lecouvreur y tenait salon. Elle recevait entre autres Maurice de Saxe, Voltaire, Fontanelle. Elle y mourut le 20 mars 1730[réf. nécessaire].
- No 17 : Honoré de Balzac y avait installé une imprimerie le 4 juin 1826 et avait aménagé une garçonnière à l'étage au-dessus[10].
- No 19 :  un atelier d'artiste abrita plusieurs hommes illustres. D'abord le peintre Eugène Delacroix qui y logea de 1836 à 1844. Il y peint le portrait de Frédéric Chopin en 1838. L'affichiste Cassandre y avait son atelier, qu'il céda en 1937 au peintre et graveur Constant Le Breton[11].
- No 20 : Mademoiselle Duclos, puis Prosper Mérimée habitèrent cette maison[4].
- Des nos 16 à 26 : un hôtel particulier appartint à Nicolas Vauquelin, puis à Nicolas Fontaine. L'un des sept hôtels qui ont été construits sur son emplacement (le no 24 ou 26) accueillit Racine qui y vécut de 1690 à sa mort en 1699[12].
- No 21 :  l'Union pour la Vérité et le conseil d'administration des Décades de Pontigny tenaient leurs réunions présidées par Paul Desjardins. André Gide y fut convié le 23 janvier 1935 pour s'expliquer sur sa position vis-à-vis de l'URSS. Les discussions furent publiées par la NRF sous le titre « André Gide et notre temps ». Constant Le Breton y vécut de 1926 à 1985[13].
- En 1962, Christo y dressa son Rideau de fer composé de 89 barils de pétrole qui barraient toute la rue en référence au mur de Berlin, à l'occasion d'une exposition à la galerie Drouin[14],[15].
- Edgard Varèse aimait à s'y promener et à dialoguer avec les nombreux chats de la rue : « Je sais combien Varèse aimait Paris, les pierres anciennes, le quartier Saint-Germain-des-Prés, la rue Visconti… Il se promenait en conteur, en poète, faisant surgir Villon, le chevalier des Grieux, Landru, ou prenant dans ses bras le minuscule chaton d'une concierge[16]. »
- Patrick Süskind y situe, « rue des Marais » (sic), le meurtre fondateur perpétré par Jean-Baptiste Grenouille, son anti-héros du Parfum, au XVIIIe siècle, sur une innocente jeune fille qui triait chez elle (dans un intérieur) des mirabelles dans des récipients, mais dont le malheur est de fasciner le jeune criminel par son parfum corporel propre, à son nez inédit et « merveilleux ».
- Aujourd'hui, la rue se distingue par son grand nombre de galeries d'art et en particulier d'art primitif.

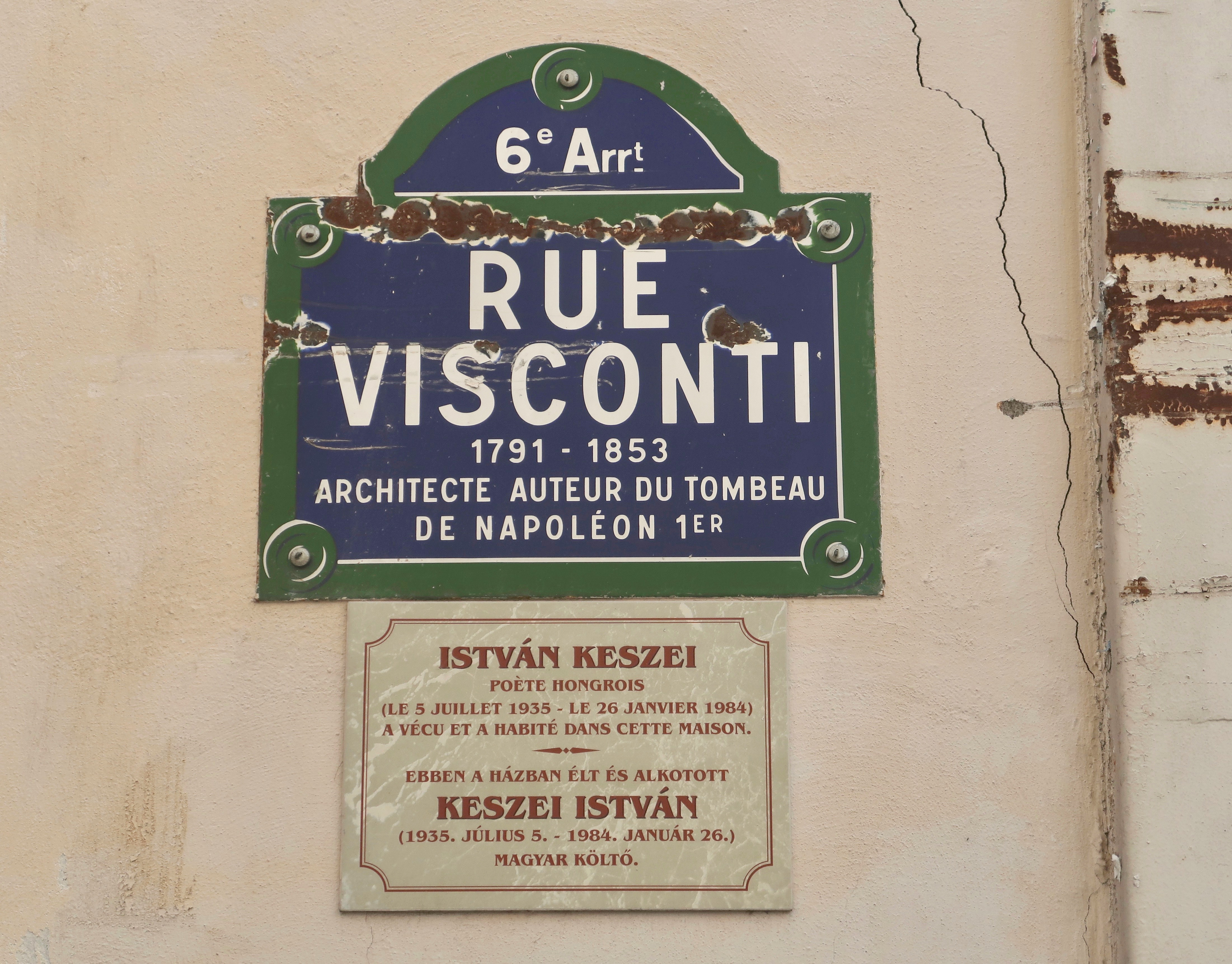
Plaque au croisement avec la rue de Seine, en hommage au poète hongrois Istvan Keszei (hu)[17].
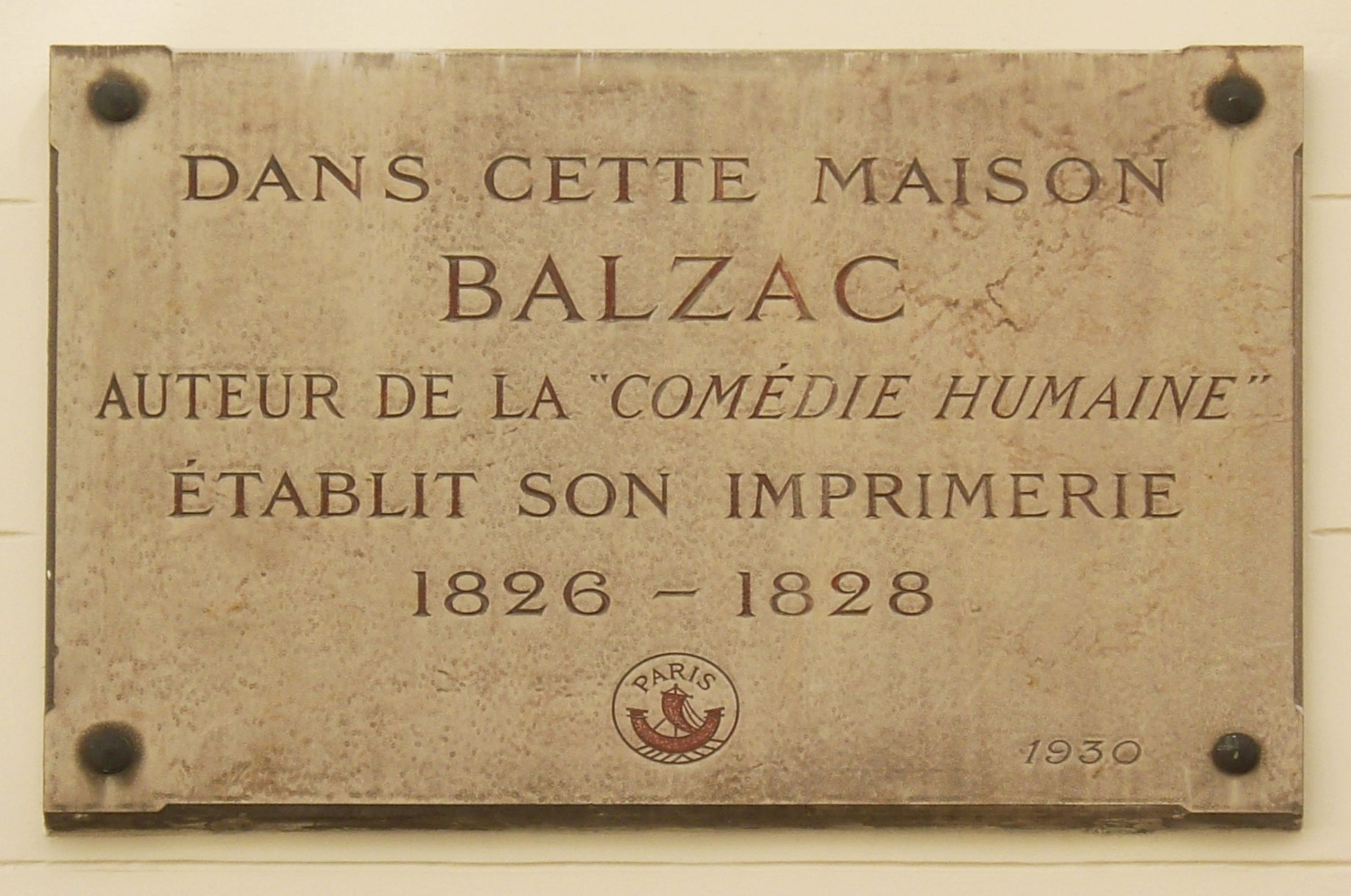
Plaque au no 17.
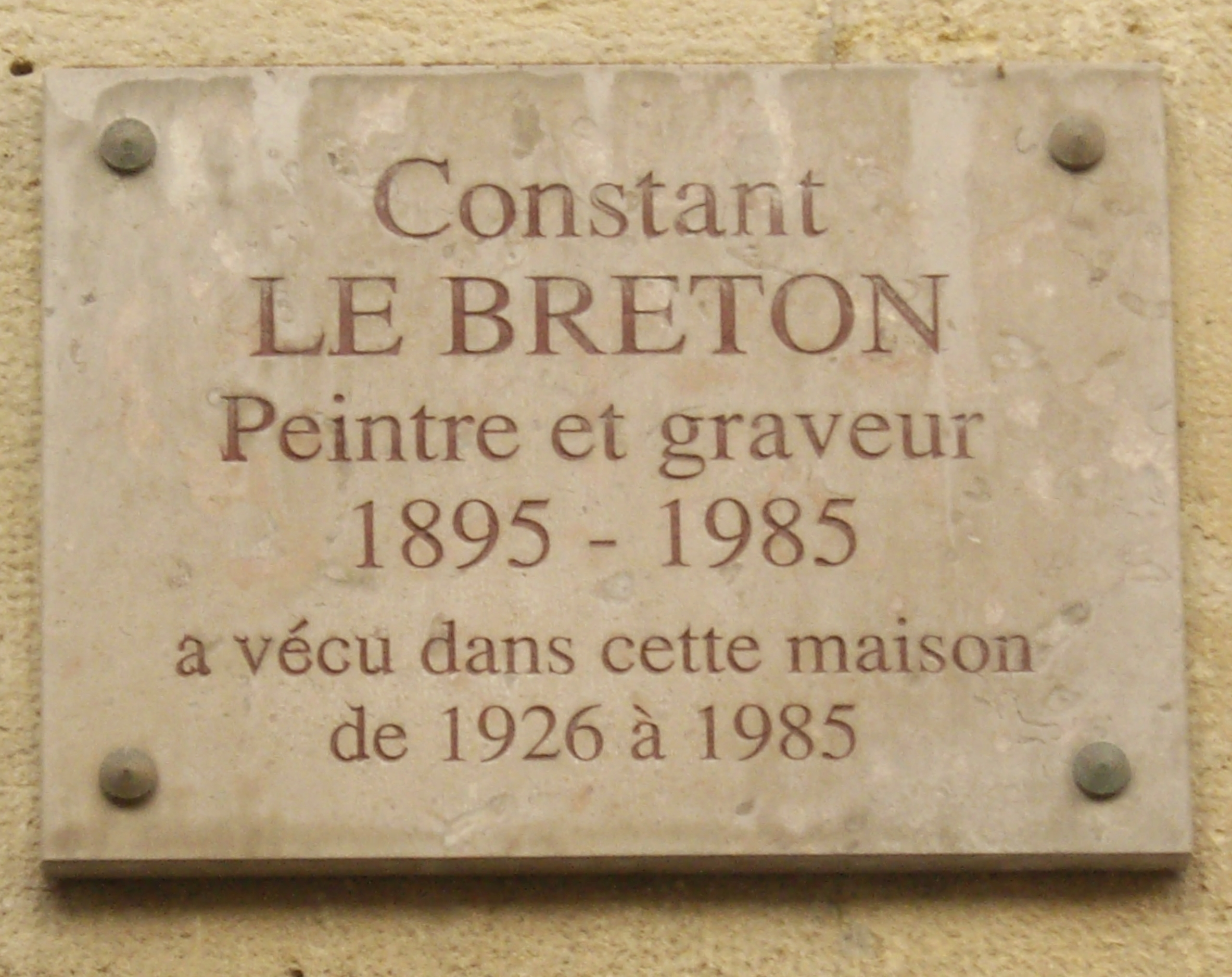
Plaque au no 21.
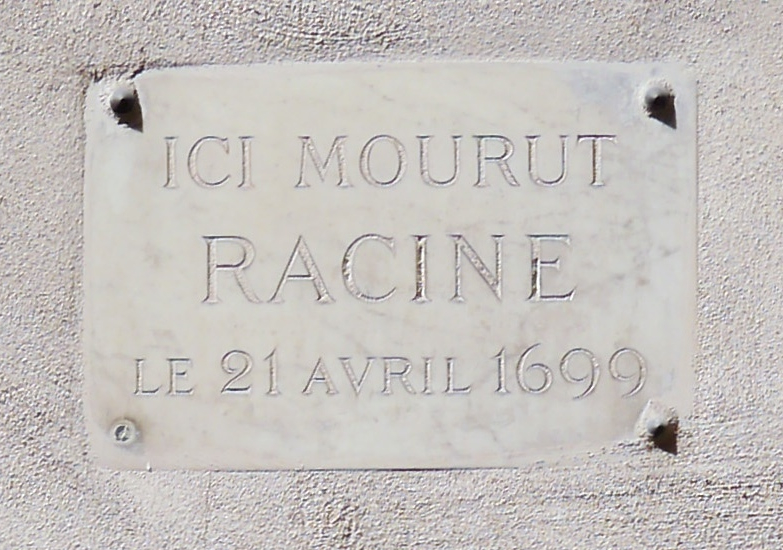
Plaque au no 24.